# Карашокат
Карашока́т (каз. Қарашоқат) — село у складі Шалкарського району Актюбінської області Казахстану. Входить до складу Кішикумського сільського округу.
У радянські часи село називалось Карачакат.
Населення — 398 осіб (2021; 114 у 2009, 267 у 1999, 263 у 1989).